# Wieliczka (gmina)
Wieliczka est une gmina mixte du powiat de Wieliczka, Petite-Pologne, dans le sud de Pologne. Son siège est la ville de Wieliczka, qui se situe environ 13 km au sud-est de la capitale régionale Cracovie.
La gmina couvre une superficie de 100,1 km2 pour une population de 48 254 habitants.

## Géographie
Outre la ville de Wieliczka, la gmina inclut les villages de Brzegi, Byszyce, Chorągwica, Czarnochowice, Dobranowice, Golkowice, Gorzków, Grabie, Grabówki, Grajów, Jankówka, Janowice, Kokotów, Koźmice Małe, Koźmice Wielkie, Lednica Górna, Mała Wieś, Mietniów, Pawlikowice, Podstolice, Raciborsko, Rożnowa, Siercza, Śledziejowice, Strumiany, Sułków, Sygneczów, Węgrzce Wielkie et Zabawa.
La gmina borde la ville de Cracovie et les gminy de Biskupice, Dobczyce, Gdów, Niepołomice, Siepraw et Świątniki Górne.